# Trathala imitator
Trathala imitator là một loài tò vò trong họ Ichneumonidae.